# San José Amoltepec
San José Amoltepec är en ort i Mexiko.   Den ligger i kommunen Olinalá och delstaten Guerrero, i den sydöstra delen av landet, 170 km söder om huvudstaden Mexico City. San José Amoltepec ligger 1 589 meter över havet och antalet invånare är 267.
Terrängen runt San José Amoltepec är huvudsakligen lite bergig. San José Amoltepec ligger uppe på en höjd. Runt San José Amoltepec är det ganska glesbefolkat, med 28 invånare per kvadratkilometer. Närmaste större samhälle är Huamuxtitlán, 18,3 km sydost om San José Amoltepec. I omgivningarna runt San José Amoltepec växer huvudsakligen savannskog.